# Phenacoccus menieri
Phenacoccus menieri är en insektsart som beskrevs av Matile-ferrero och Alfred Serge Balachowsky 1972. Phenacoccus menieri ingår i släktet Phenacoccus och familjen ullsköldlöss. Inga underarter finns listade i Catalogue of Life.